# John Stafford (Erzbischof)
John Stafford (* vor 1413; † 25. Mai 1452 in Maidstone) war ein englischer Politiker und Erzbischof von Canterbury. Außerdem war er Bischof von Bath und Wells.

## Jugend und Erziehung
Stafford war der Sohn von Sir Humphrey Stafford, Sheriff von Somerset und Dorset, und Elizabeth Dynham. Die Behauptung, er sei ein illegitimer Nachkomme, wurde von einem zeitgenössischen Gegner erhoben, um ihn zu diskreditieren, lässt sich jedoch nicht nachweisen.
Sein Studium absolvierte er an der Universität Oxford und schloss 1413 als Doktor der Rechtswissenschaft ab.
Zum Lebensunterhalt dienten ihm die Einkünfte als Pfarrherr in Farmborough, Vikar in Bathampton und aus den Pfründen aus der Kathedrale von Wells.

## Kirchliche und weltliche Laufbahn
1419 wurde Stafford als Dean of Arches Oberster Richter am Kirchengericht und versah zeitgleich bis 1421 das Amt des Archidiakons in der Diözese Salisbury. Von 1423 bis 1424 war er Dekan der Kathedrale von Wells. 1424 erhielt er die Pfründe aus Stow Minster.
Unter Heinrich VI wurde er 1421 Lordsiegelbewahrer und im darauffolgenden Jahr Königlicher Schatzmeister. Das Amt der Lordkanzlers hatte er von 1432 bis 1450 inne.
Am 18. Dezember 1424 ernannte ihn Papst Martin V zum Bischof von Bath and Wells. Am 27. Mai 1425 wurde er zum Bischof durch Henry Beaufort, den Bischof von Winchester geweiht. Papst Eugen IV ernannte ihn im Mai 1443 zum Erzbischof von Canterbury. Er verstarb am 25. Mai 1452 im Amt.